# جامعة سانتو توماس (كولومبيا)
جامعة سانتو توماس USTA هي الجامعة الكولومبية الأقدم والخامسة على مستوى القارة الأمريكية. قامت بتأسيسها القديس دومينيك مؤسس الرهبنة الدومينيكانية في 13 يونيو عام 1580 في العاصمة الكولومبية بوغاتا. تُعد الجامعة الخاصة الأولى ذات الحضور الأهلي التي حصلت على الاعتماد المؤسسي متعدد الحُرم الجامعية عالية الجودة، وتحديدًا في بوغاتا وبييابيثينثيو بالجامعة المفتوحة والتعليم عن بعد، إضافة إلى المقرات الأخرى في بوكارامانغا وميديلين وتونخا وبييابيثينثيو.
جامعة سانتو توماس هي مؤسسة تعليمية كاثوليكية ذات طابع خاص وتأسيس وطني. يقع المقر الرئيسي للجامعة في بوغاتا، كما أنه هناك العديد من المقرات الخاصة بالجامعة في كل من بوكارامانغا وميديلين وتونخا وبييابيثينثيو. كما تعج بالعديد من المراكز المفتوحة والتعليم عن بعد في قرابة 31 مدينة في كولومبيا.
يستوحى هذا المجتمع التعليمي الكاثوليكي الفكر الإنساني والمسيحي من القديس توما الأكويني، الذي تمثلت مهمته في تعزيز التكوين التكاملي للأفراد في مجال التعليم العالي، من خلال عمليات التعليم والتعلم والبحث والمشاريع الاجتماعية، مع توفير سبل الحلول الأخلاقية والإبداعية والنقدية لمتطلبات الحياة البشرية، ليكونوا قادرين على تمرير وتسهيل حلول إشكاليات واحتياجات المجتمع المعاصر.
جامعة سانتو توماس هي عضو في المجلس الدولي للجامعات الذي يضم الجامعات التي أسستها الرهبنة الدومينيكانية في كندا والولايات المتحدة والأرجنتين وإسبانيا وبيرو وسويسرا والفلبين وإندونيسيا وتشيلي وهندوراس وجمهورية الدومينيكان.